# Hullabaloo Soundtrack
Hullabaloo Soundtrack (conhecido também por Hullabaloo) é uma compilação de músicas da banda inglesa de rock alternativo Muse, gravada durante a apresentação que a banda fez para o seu álbum video intitulado Hullabaloo: Live at Le Zenith, Paris, lançado em 1 de julho de 2002. O álbum contém dois discos, um com vários B-sides e o outro uma gravação ao vivo da banda tocando no Le Zénith em Paris, França, entre 28 e 29 de outubro de 2001.

## Faixas

### CD
| CD1: B-Sides |                         |         |  |
| N.º          | Título                  | Duração |  |
| 1.           | "Forced In"             | 4:18    |  |
| 2.           | "Shrinking Universe"    | 3:06    |  |
| 3.           | "Recess"                | 3:35    |  |
| 4.           | "Yes Please"            | 3:05    |  |
| 5.           | "Map of Your Head"      | 4:23    |  |
| 6.           | "Nature_1"              | 3:39    |  |
| 7.           | "Shine Acoustic"        | 5:12    |  |
| 8.           | "Ashamed"               | 3:47    |  |
| 9.           | "The Gallery"           | 3:30    |  |
| 10.          | "Hyper Chondriac Music" | 5:28    |  |

| CD2: Ao vivo do Le Zenith - Paris |                  |         |  |
| N.º                               | Título           | Duração |  |
| 1.                                | "Dead Star"      | 4:11    |  |
| 2.                                | "Micro Cuts"     | 3:30    |  |
| 3.                                | "Citizen Erased" | 7:21    |  |
| 4.                                | "Showbiz"        | 5:04    |  |
| 5.                                | "Megalomania"    | 4:36    |  |
| 6.                                | "Darkshines"     | 4:36    |  |
| 7.                                | "Screenager"     | 4:22    |  |
| 8.                                | "Space Dementia" | 5:32    |  |
| 9.                                | "In Your World"  | 3:10    |  |
| 10.                               | "Muscle Museum"  | 4:29    |  |
| 11.                               | "Agitated"       | 4:11    |  |

#### DVD
| Disco 1: Live At Le Zenith, Paris |                               |         |  |
| N.º                               | Título                        | Duração |  |
| 1.                                | "What’s He Building?" (Intro) |         |  |
| 2.                                | "Dead Star"                   |         |  |
| 3.                                | "Micro Cuts"                  |         |  |
| 4.                                | "Citizen Erased"              |         |  |
| 5.                                | "Sunburn"                     |         |  |
| 6.                                | "Showbiz"                     |         |  |
| 7.                                | "Megalomania"                 |         |  |
| 8.                                | "Uno"                         |         |  |
| 9.                                | "Screenager"                  |         |  |
| 10.                               | "Feeling Good"                |         |  |
| 11.                               | "Space Dementia"              |         |  |
| 12.                               | "In Your World"               |         |  |
| 13.                               | "Muscle Museum"               |         |  |
| 14.                               | "Cave"                        |         |  |
| 15.                               | "New Born"                    |         |  |
| 16.                               | "Hyper Music"                 |         |  |
| 17.                               | "Agitated"                    |         |  |
| 18.                               | "Unintended"                  |         |  |
| 19.                               | "Plug In Baby"                |         |  |
| 20.                               | "Bliss"                       |         |  |

| Disco 2: Documentário |                                   |         |  |
| N.º                   | Título                            | Duração |  |
| 1.                    | "Documentário"                    |         |  |
| 2.                    | "Discografia interativa / clipes" |         |  |
| 3.                    | "Fotos"                           |         |  |

## Tabelas
| Paradas (2009)                        | Melhor posição |
| ------------------------------------- | -------------- |
| Alemanha (Offizielle Deutsche Charts) | 47             |
| Austrália (ARIA)                      | 38             |
| Áustria (Ö3 Austria Top 40)           | 27             |
| Bélgica (Ultratop Flandres)           | 28             |
| Bélgica (Ultratop Valônia)            | 6              |
| Escócia (Official Scottish Albums)    | 11             |
| França (SNEP)                         | 9              |
| Irlanda (Irish Albums Chart)          | 11             |
| Itália (FIMI)                         | 29             |
| Noruega (VG-lista)                    | 25             |
| Países Baixos (Dutch Charts)          | 23             |
| Suíça (Schweizer Hitparade)           | 12             |
| Reino Unido (UK Albums Chart)         | 10             |

| País        | Certificador | Certificação |
| ----------- | ------------ | ------------ |
| Reino Unido | BPI          | Ouro         |

## Banda
| Críticas profissionais | Críticas profissionais |
| Avaliações da crítica  | Avaliações da crítica  |
| Fonte                  | Avaliação              |
| ---------------------- | ---------------------- |
| Allmusic               | [ 13 ]                 |
| NME                    | 6/10                   |

- Matthew Bellamy – vocal, guitarra, piano
- Christopher Wolstenholme – baixo, vocal de apoio
- Dominic Howard – bateria